# 쇠소깍
쇠소깍(牛沼端)은 제주특별자치도 서귀포시 하효동에 위치한 효돈천 하구 일대를 지칭한다.

## 갤러리

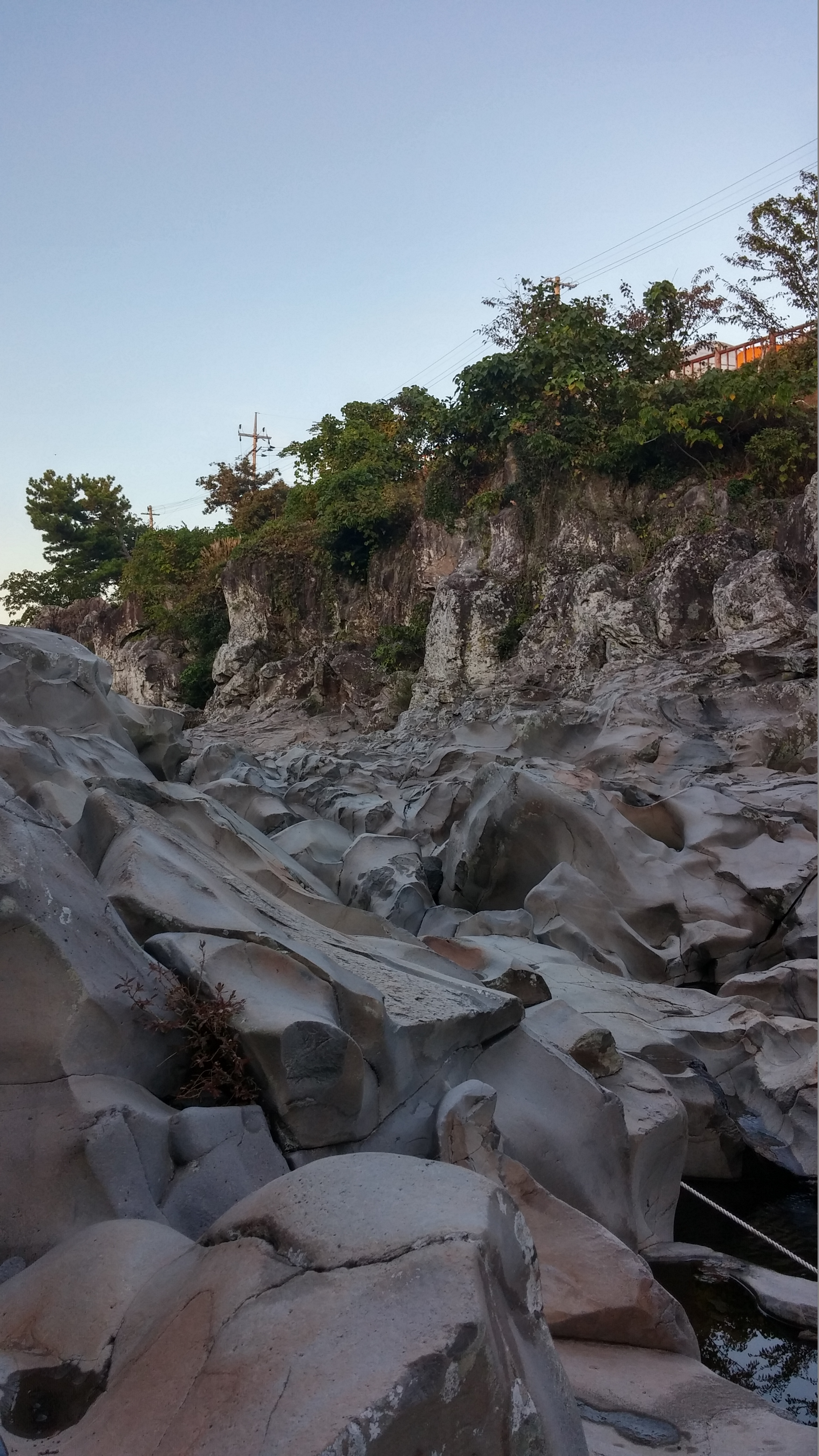
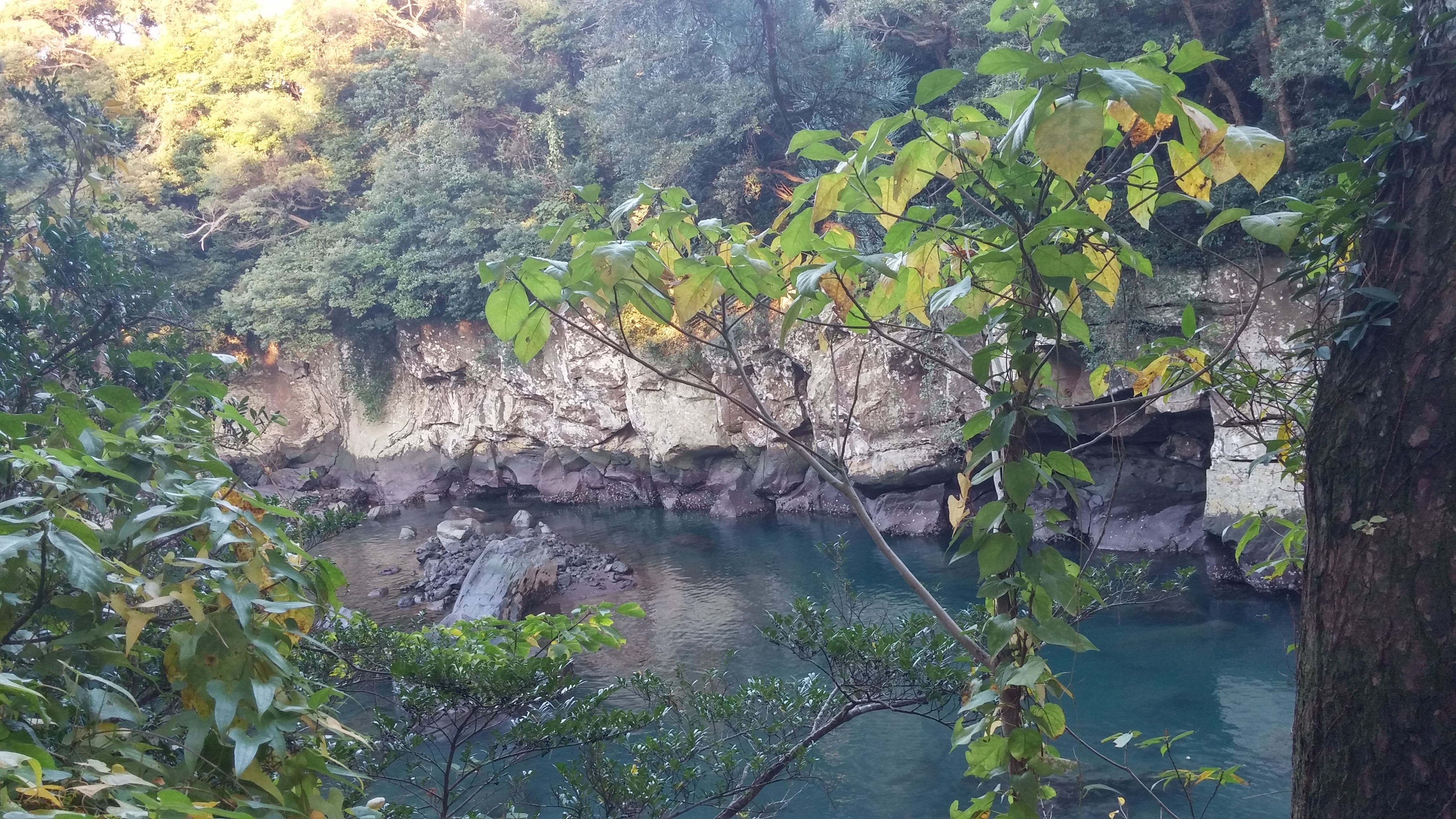
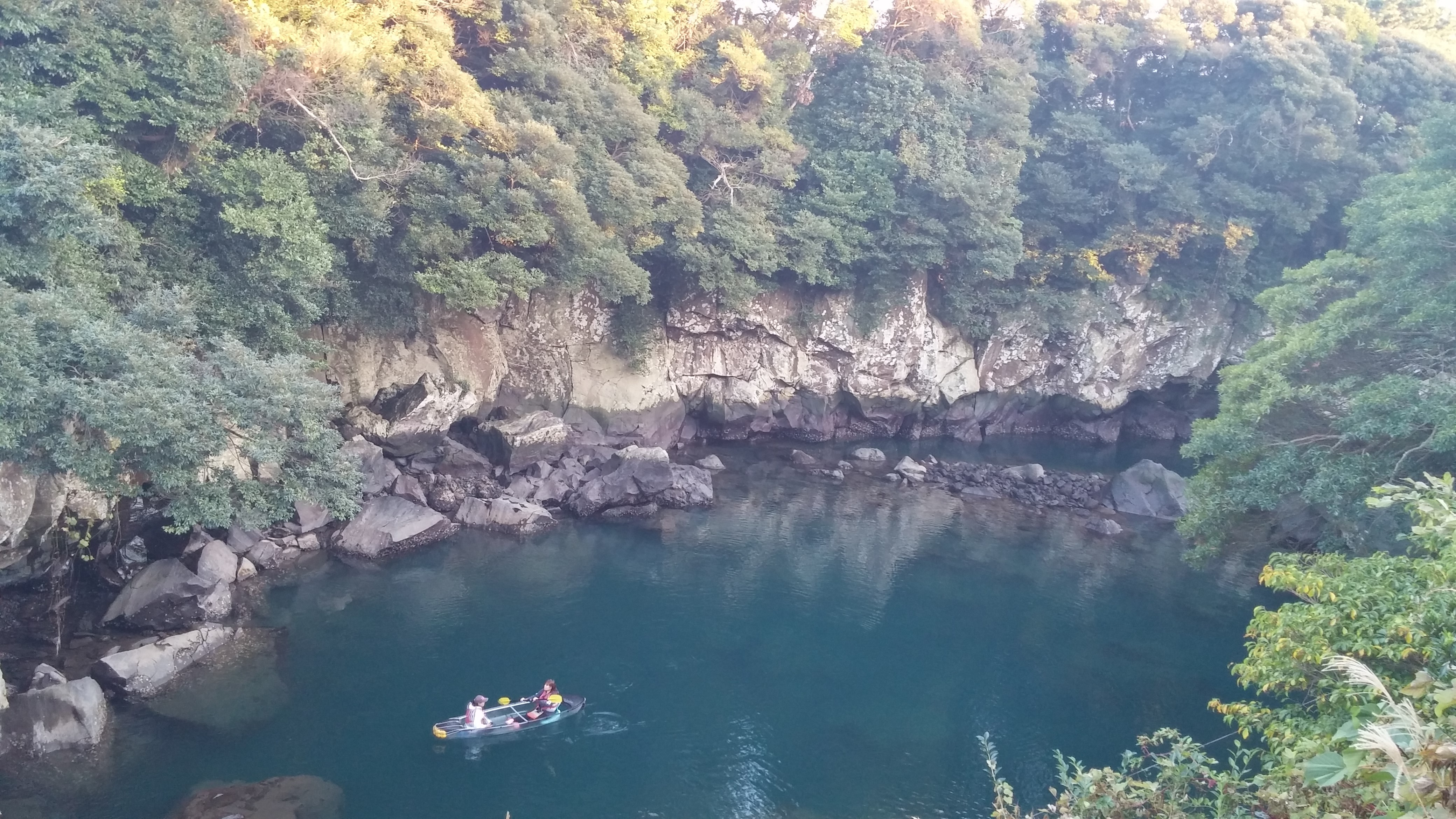
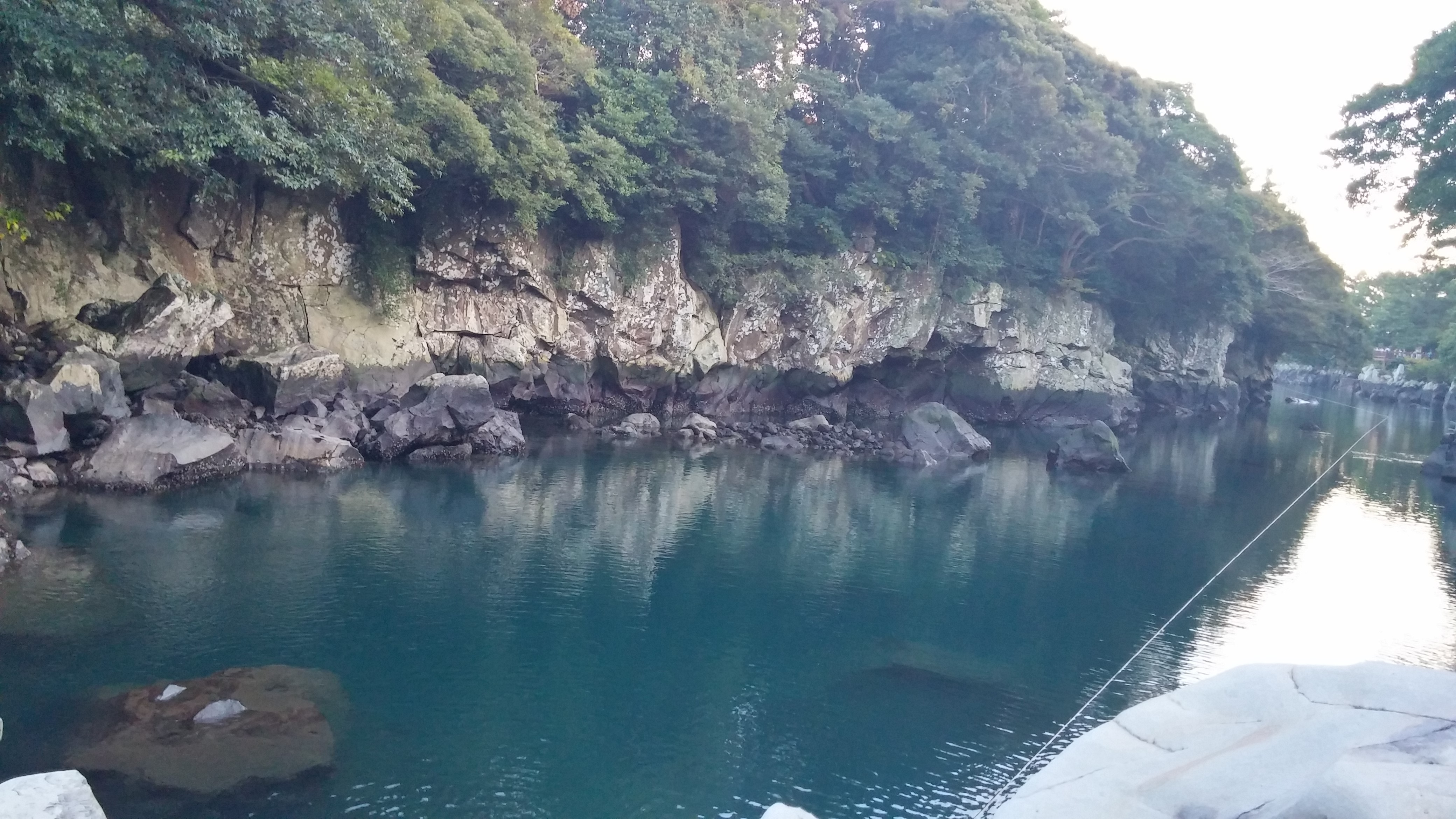

## 체험
- 테우(제주 전통고깃배) 체험
- 투명카약 체험